# Ледник Ленина
Ледни́к Ле́нина — горный котловинный ледник на северном склоне Заалайского хребта (Памир), в Кыргызстане (Ошская область).
Длина ледника составляет 13,5 км, площадь — 55,3 км². Обширный фирновый бассейн лежит у подножия пика Ленина (7134 м), фирновая линия — на высоте 5300 м. Язык ледника спускается до 3760 м, откуда начинается река Ачикташ, левый приток Кызылсу. Правый приток ледника — пульсирующий: в 1945 и 1969 годах он растрескивался и продвигался на 500 и 1000 м.